# Mahdi Ali Khan
Mahdi Ali Khan fou visir d'Oudh, el més notable de tots els visirs d'aquest regne.
Va començar la seva carrera sota el nawab Yamin al-Dawla Nazim al-Mulk Saadat Ali Khan II Bahadur (1798 - 11 de juliol de 1814) com a chakladar (encarregat de les circumscripcions fiscals) dependent del chakla de Muhammadi i després del de Faydabad, i en aquesta posició va destacar i va portar la prosperitat a les comarques sota la seva jurisdicció; ell mateix va esdevenir molt ric. Per la seva bona administració fou nomenat ministre al diwan del regne.
Sota el nawab Ghazi al-Din Rafaat al-Dawla Abul-Muzaffar Haydar Khan (11 de juliol de 1814 - 19 d'octubre de 1827) es va oposar als britànics, especialment el resident Baillie, i va perdre la seva posició i les seves propietats foren confiscades, sent fins i tot empresonat. Quan fou alliberat es va traslladar a territori britànic (1824) i es va instal·lar a Fathgarh.
A la mort del nawab el va succeir el seu fill Nasir ad-Din Haydar Solayman Jah Shah (19 d'octubre de 1827 - 7 de juliol de 1837) el va cridar i el va nomenar ministre principal (naib) amb el suport del governador general britànic Lord William Bentick que havia quedat força impressionat de la capacitat administrativa de Mahdi. El naib va reduir les pensions dels cortesans indignes, va tallar els beneficis de les dames de palau i fins i tot va reduir les despeses del nawab. Després de quatre anys fou destituït el 1832 acusat d'arrogància amb la reina mare i el va succeir Rawshan al-Dawla, que es va mostrar incompetent. revocades les seves reformes la prosperitat del regne aviat es va esvair.
Mahdi Ali es va retirar a Farrukhabad on va morir obscurament uns anys després.